# مراره (استان وادی)
مراره (به عربی: مرارة) یک شهرداری در الجزایر است که در ناحیه جامعه واقع شده‌است. مراره ۷٬۹۹۹ نفر جمعیت دارد و ۱۱۳ متر بالاتر از سطح دریا واقع شده‌است.